# Monprimblanc
Monprimblanc – miejscowość i gmina we Francji, w regionie Nowa Akwitania, w departamencie Żyronda.
Według danych na rok 1990 gminę zamieszkiwało 257 osób, a gęstość zaludnienia wynosiła 52 osób/km² (wśród 2290 gmin Akwitanii Monprimblanc plasuje się na 922. miejscu pod względem liczby ludności, natomiast pod względem powierzchni na miejscu 1431.).